# Polyrhachis mucronata
Polyrhachis mucronata är en myrart som beskrevs av Smith 1859. Polyrhachis mucronata ingår i släktet Polyrhachis och familjen myror.

## Underarter
Arten delas in i följande underarter:
- P. m. bismarckensis
- P. m. janthinogaster
- P. m. japensis
- P. m. mucronata